# Droga krajowa B412 (Niemcy)
Droga krajowa 412 (niem. Bundesstraße 412) – niemiecka droga krajowa przebiegająca  na osi północny wschód - południowy zachód od drogi B9 w Brohl-Lützing do drogi B258 w Döttingen w Nadrenii-Palatynacie.

## Warto zobaczyć
Droga przed skrzyżowaniem z drogą B258, mija tor wyścigowy Formuły 1 Nürburgring.